# Vallée de la Loire de Mosnes à Tavers
Vallée de la Loire de Mosnes à Tavers este o arie protejată (sit de importanță comunitară — SCI) din Franța întinsă pe o suprafață de 2.278 ha, integral pe uscat.

## Localizare
Centrul sitului Vallée de la Loire de Mosnes à Tavers este situat la coordonatele 47°36′25″N 1°22′19″E / 47.60695°N 1.37183°E.

## Înființare
Situl Vallée de la Loire de Mosnes à Tavers a fost declarat arie specială de conservare în baza directivei 92/43 din 1992 referitoare la conservarea habitatelor naturale și a faunei și florei sălbatice pentru a proteja 13 specii de animale.

## Biodiversitate
Situată în ecoregiunea atlantică, aria protejată conține 10 habitate naturale: Pajiști calcaroase din nisipuri xerice, Păduri mixte riverane de Quercus robur, Ulmus laevis și Ulmus minor, Fraxinus excelsior sau Fraxinus angustifolia, de-a lungul marilor râuri (Ulmenion minoris), Păduri aluvionare cu Alnus glutinosa și Fraxinus excelsior (Alno-Padion, Alnion incanae, Salicion albae), Pajiști uscate seminaturale și facies de acoperire cu tufișuri pe substraturi calcaroase (Festuco-Brometalia) (* situri importante pentru orhidee), Ape stătătoare oligotrofe până la mezotrofe, cu vegetație de Littorelletea uniflorae și/sau de Isoëto-Nanojuncetea, Cursuri de apă de la nivel de câmpie la nivel montan, cu vegetație Ranunculion fluitantis și Callitricho-Batrachion, Râuri cu maluri nămoloase cu vegetație de Chenopodion rubri p.p. și Bidention p.p., Liziere de ierburi înalte hidrofile de câmpie și de nivel montan până la alpin, Peșteri inaccesibile publicului, Fânețe de joasă altitudine (Alopecurus pratensis, Sanguisorba officinalis).
La baza desemnării sitului se află mai multe specii protejate:
- amfibieni (1): triton cu creastă (Triturus cristatus)
- mamifere (1): castor (Castor fiber)
- nevertebrate (4): croitorul mare al stejarului (Cerambyx cerdo), fluturele auriu (Euphydryas aurinia), rădașcă (Lucanus cervus), Ophiogomphus cecilia
- pești (7): Alosa alosa, Alosa fallax, zvârluga (Cobitis taenia), cicar (Lampetra planeri), Petromyzon marinus, boarță (Rhodeus amarus), somonul (Salmo salar)

Pe lângă speciile protejate, pe teritoriul sitului au mai fost identificate 7 specii de plante, 1 specie de păsări.